# Metro de Taixkent
El Metro de Taixkent (uzbek: Toshkent metropoliteni, rus: Ташкентский метрополитен) és el sistema de metro de la ciutat de Taixkent, capital de l'Uzbekistan. Va ser el primer sistema de metro en funcionament a l'Àsia central. Va ser el setè metro a construir-se a l'antiga URSS, inaugurant-se el 1977. La línia 2 té connexió amb l'Estació de ferrocarril de Taikent.